# Upeneus australiae
 Upeneus australiae és una espècie de peix de la família dels múl·lids i de l'ordre dels perciformes.

## Morfologia
Els mascles poden assolir els 9 cm de longitud total.

## Distribució geogràfica
Es troba a Austràlia (Austràlia Occidental, Queensland i Nova Gal·les del Sud).